# Najlepsze najgorsze wakacje
Najlepsze najgorsze wakacje (ang. The Way Way Back) – amerykański komediodramat z 2013 roku w reżyserii Nata Faxona i Jima Rasha. Wyprodukowana przez Fox Searchlight Pictures.
Premiera filmu miała miejsce 21 stycznia 2013 roku podczas Festiwalu Filmowego w Sundance. Sześć miesięcy później premiera filmu odbyła się 5 lipca 2013 roku w Stanach Zjednoczonych oraz 27 września w Polsce.

## Opis fabuły
Film opowiada historię czternastoletniego chłopaka Duncana (Liam James), który jedzie na wakacje z matką Pam (Toni Collette), jej nowym partnerem Trentem (Steve Carell) i jego córką. Przyszywana rodzina wpędza go w rozpacz. Wsparciem dla Duncana staje się nowy przyjaciel, kierownik parku wodnego.

## Obsada
- Liam James – Duncan
- Toni Collette – Pam
- Steve Carell – Trent
- AnnaSophia Robb – Susanna
- Allison Janney – Betty
- Sam Rockwell – Owen
- Maya Rudolph – Caitlin
- Rob Corddry – Kip
- Amanda Peet – Joan
- River Alexander – Peter
- Nat Faxon – Roddy
- Jim Rash – Lewis

## Zdjęcia
Zdjęcia do filmu realizowane były na terenie amerykańskiego stanu Massachusetts.